# Puerto Villarroel
Puerto Villarroel è un comune (municipio in spagnolo) della Bolivia nella provincia di Carrasco (dipartimento di Cochabamba) con 56.208 abitanti (dato 2010).

## Cantoni
Il comune è suddiviso in 4 cantoni:
- Ivirgarzama
- Mariposas
- Puerto Villarroel
- Valle Ivirza